# Je sors ce soir
Je sors ce soir est un roman de Guillaume Dustan paru chez P.O.L. en 1997.

## Résumé
Après avoir raconté « un an en cent cinquante pages » dans son premier roman, Dans ma chambre, Guillaume Dustan décide, avec Je sors ce soir de narrer « sept heures en cent pages ». 
Court récit, donc, Je sors ce soir a pour but latent de « rendre justice au monde de la nuit, à la vie de nuit, de la même manière que ce qui avait été fait pour la vie homosexuelle dans le premier livre : montrer que c'était des vraies gens qui étaient là. » Dès lors, l'œuvre fait « venir le lecteur aux côtés du narrateur-personnage, à la moindre distance possible », et l'entraîne dans un vaste tour d'horizon de la faune nocturne. Axé au maximum sur le corps du personnage (lorsque celui-ci mange, va aux toilettes, boit, danse, se drogue, évoque ses souvenirs sexuels…), le récit offre au lecteur de ne jamais décoller du livre en lui racontant « seconde par seconde ce qui se passe autour du personnage, dans son corps et dans sa tête, comme si le narrateur était sur Mars et racontait tout ce qui se passe aux terriens, en direct à la radio. »

## Éditions
- Je sors ce soir, P.O.L., 1997.

## Référence musicale
Je sors ce soir est une chanson de Barbara Opsomer commercialisée sous le label Warmer Music France en 2015 - Paroles : Xavier Requena / Musique : Frédéric Chateau.
L'auteur emprunte le titre de l’œuvre de Dustan en hommage à l'écrivain après la lecture de la trilogie Dans ma chambre / Je sors ce soir / Plus fort que moi (Éditions P.O.L.)